# Los Pinos, Motozintla
Los Pinos är en ort i Mexiko.   Den ligger i kommunen Motozintla och delstaten Chiapas, i den sydöstra delen av landet, 900 km sydost om huvudstaden Mexico City. Los Pinos ligger 2 167 meter över havet och antalet invånare är 137.
Terrängen runt Los Pinos är kuperad åt sydost, men åt nordväst är den bergig. Runt Los Pinos är det ganska tätbefolkat, med 78 invånare per kvadratkilometer. Närmaste större samhälle är Motozintla de Mendoza, 11,9 km öster om Los Pinos. I omgivningarna runt Los Pinos växer i huvudsak städsegrön lövskog.